# 吴宝榕
吴宝榕（1920年—），男，福建福州人，中国冶金物理化学家，曾任钢铁研究总院高级工程师、博士生导师。